# Hạ Doanh

Vị trí tại Đài Nam

Hạ Doanh (tiếng Trung: 下營區; bính âm: Xiàyíng Qū) là một khu (quận) của thành phố Đài Nam, Trung Hoa Dân Quốc (Đài Loan). Địa hình của quận khá bằng phẳng và là một phần của đồng bằng Gia Nam. Diện tích của Hạ Doanh là 33,5291 km², dân số vào tháng 8 năm 2011 là 25.881 người thuộc 9.118 hộ gia đình, mật độ cư trú đạt 771,9 người/km².